# シア・キング
シア・キング（Thea King, 1925年12月26日 - 2007年6月26日）は、イギリスのクラリネット奏者。

## 人物
ヒッチンの生まれ。ベッドフォード高校から奨学金を得て王立音楽大学に進学し、アーサー・アレキサンダーにピアノ、フレデリック・サーストンにクラリネットを学んだ。1953年に師のサーストンと結婚したが、その年の12月にサーストンと死別する。1954年にポーシャ・アンサンブルに参加（1964年まで）してクラリネット奏者としての活動を活発化させ、1956年にはロンドン・モーツァルト・プレイヤーズの首席奏者となった。1964年にはイギリス室内管弦楽団の首席奏者に転出し、1974年以降はメロス・アンサンブルにも加わった。クラリネット奏者として、ベンジャミン・フランケルからクラリネット五重奏曲、ゴードン・ジェイコブからミニ・コンチェルトを献呈されている。
1964年から1987年まで母校の王立音楽大学で教鞭をとり、1988年から亡くなるまでギルドホール音楽演劇学校の教授を務めた。
1985年にOBE、2001年にDBEを叙勲。
2007年6月26日にロンドンで死去。